# Сесилія (Кентуккі)
Сесилія (англ. Cecilia) — переписна місцевість (CDP) в США, в окрузі Гардін штату Кентуккі. Населення — 575 осіб (2020).

## Географія
Сесилія розташована за координатами 37°39′24″ пн. ш. 85°57′10″ зх. д. / 37.65667° пн. ш. 85.95278° зх. д. (37.656562, -85.952905).  За даними Бюро перепису населення США в 2010 році переписна місцевість мала площу 3,65 км², з яких 3,63 км² — суходіл та 0,02 км² — водойми.

## Демографія
Згідно з переписом 2010 року, у переписній місцевості мешкали 572 особи в 224 домогосподарствах у складі 160 родин. Густота населення становила 157 осіб/км².  Було 242 помешкання (66/км²).
Расовий склад населення:
| - 93,9 % — білих - 3,7 % — чорних або афроамериканців - 0,5 % — вихідців з тихоокеанських островів - 0,2 % — корінних американців - 0,2 % — азіатів |

До двох чи більше рас належало 1,4 %. Частка іспаномовних становила 1,2 % від усіх жителів.
За віковим діапазоном населення розподілялося таким чином: 23,8 % — особи молодші 18 років, 61,9 % — особи у віці 18—64 років, 14,3 % — особи у віці 65 років та старші. Медіана віку мешканця становила 41,1 року. На 100 осіб жіночої статі у переписній місцевості припадало 97,9 чоловіків;  на 100 жінок у віці від 18 років та старших — 92,9 чоловіків також старших 18 років.
За межею бідності перебувало 44,5 % осіб, у тому числі 84,1 % дітей у віці до 18 років та 0,0 % осіб у віці 65 років та старших.
Цивільне працевлаштоване населення становило 197 осіб. Основні галузі зайнятості: роздрібна торгівля — 45,2 %, освіта, охорона здоров'я та соціальна допомога — 24,4 %, інформація — 9,1 %, виробництво — 5,6 %.